# Željko Adžić
Željko Adžić (Požega, República Federal Socialista de Yugoslavia, 16 de mayo de 1944) es un exfutbolista croata con nacionalidad australiana. Jugó de delantero en las principales ligas de Croacia, Canadá, Australia, España e Israel. Fue internacional en 1993 con la selección de Croacia.

## Trayectoria
Adzic comenzó a destacar en su país con el Dinamo Zagreb. Posteriormente jugó en Canadá en el Hamilton Croatia y Hamilton Steelers. Posteriormente jugó en Australia con el Melbourne Croatia (actual Melbourne Knights) donde fue ganó la primera Johnny Warren Medal, un premio muy importante del fútbol australiano. Tras otra incursión en el Dinamo Zagreb jugó en Segunda división española con el Hércules Club de Fútbol donde coincidió con el compatriota Dubravko Pavlicic. Posteriormente tras jugar en el fútbol croata lo hizo en el Hapoel Be'er Sheva israelita.

## Clubes
| Club                    | País       | Periodo   |
| ----------------------- | ---------- | --------- |
| NK Dinamo Zagreb        | Yugoslavia | 1984-1986 |
| Hamilton Croatia        | Canadá     | 1986      |
| Hamilton Steelers       | Canadá     | 1986-1988 |
| Melbourne Croatia       | Australia  | 1988-1990 |
| NK Dinamo Zagreb        | Croacia    | 1990-1994 |
| Hércules C. F.          | España     | 1994-1995 |
| NK Hrvatski Dragovoljac | Croacia    | 1995-1996 |
| NK Inter Zaprešić       | Croacia    | 1996-1997 |
| Hapoel Be'er Sheva      | Israel     | 1997-1998 |